# Archipel de Mingan
Archipel de Mingan är en arkipelag i Kanada.   Den ligger i provinsen Québec, i den östra delen av landet, 1 000 km nordost om huvudstaden Ottawa. I arkipelagen finns Archipel-de-Mingans nationalpark.